# Изкореняване
„Изкореняване“ е българско-арменски документален филм от 2017 г. на режисьора Костадин Бонев.
Филмът обхваща периода след 1876 г. и Арменския геноцид в Османската империя. Премиерата му е на 11 март 2018 г. по време на София Филм Фест.